# Gaolouping
Gaolouping är en ort i Kina. Den ligger i provinsen Guizhou, i den sydvästra delen av landet, omkring 270 kilometer öster om provinshuvudstaden Guiyang. 